# 和顺街道
和顺街道，是中华人民共和国山西省大同市云冈区下辖的一个乡镇级行政单位。2021年3月，设立平德街道、平盛街道、平源街道。以原和顺街道的泰兴里、泰文里、泰清里、泰祥里、泰盛里、泰惠里6个社区居委会的行政区域为平德街道的行政区域；以原和顺街道的安宁里、安定里、安荣里、安华里、安圆里、安美里、安馨里7个社区居委会的行政区域为平盛街道的行政区域；以原和顺街道的安福里、安康里、安庆里、安民里、安丰里、安瑞里、安祥里、安盛里8个社区居委会的行政区域为平源街道的行政区域。

## 行政区划
和顺街道下辖以下地区：
泰庆里社区、泰华里社区、泰乐里社区、泰荣里社区、安福里社区、安宁里社区和安定里社区。